# CE+T Power
 (mars 2016).
Si vous disposez d'ouvrages ou d'articles de référence ou si vous connaissez des sites web de qualité traitant du thème abordé ici, merci de compléter l'article en donnant les références utiles à sa vérifiabilité et en les liant à la section « Notes et références ».
CE+T Power est une entreprise belge qui conçoit des onduleurs modulaires, créée en 1934 par Joachim Frenkiel, professeur à l'université de Liège.
La mission quotidienne de CE+T Power est de fournir des solutions d'alimentation électrique permettant au monde de continuer à vivre. Pour ce faire, des solutions de conversion de puissance les plus économiques, éco-énergétiques, flexibles et fiables sont proposées. Lorsque l’alimentation est le problème le plus critique, CE+T Power est la solution.

## Historique

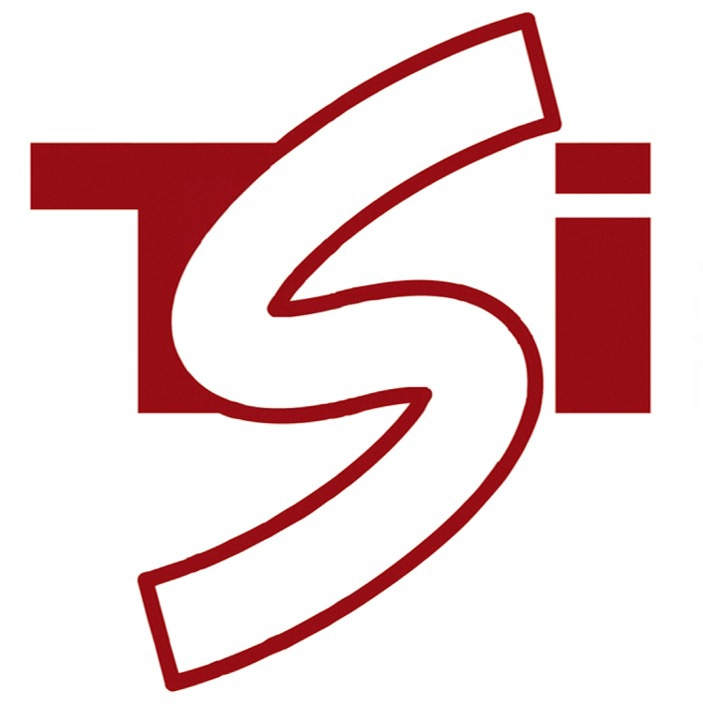

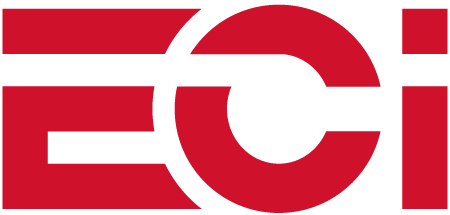

Joachim Frenkiel obtint en 1930 le diplôme d'ingénieur électricien et en 1931 celui d'ingénieur radio-électricien. Il accomplit une longue carrière à l'université de Liège, en effectuant des recherches sur l'électronique et l'électro-acoustique qui le conduiront à créer une entreprise de fabrication de matériel électrique CE+T (Constructions électroniques + Télécommunications) dont il garda jusqu'à sa mort le titre de président fondateur.
Depuis les années 1960, CE+T Power s'est spécialisée dans l'électronique de puissance, et a inventé l'onduleur modulaire à la fin des années 1980.
En 2016, CE+T Power participe au Little Box Challenge organisé par Google. Le défi était de réduire la taille d’un onduleur classique à celle d’un ordinateur portable, avec une densité de puissance d’au moins 3kW/litre. La solution la plus petite sera déclarée vainqueur. CE+T Power a remporté le premier prix de 1 million de dollars.
|         | CE+T Power | Attentes du Little Box Challenge |
| ------- | ---------- | -------------------------------- |
| Densité | 142.9      | > 50                             |
| Volume  | 14.0       | < 40                             |

En 2017, CE+T Energrid, une spin-out de CE+T Power a été créée. Elle se spécialise dans le développement, la fabrication et la commercialisation d'équipements de gestion et de stockage de l'énergie électrique.

## Présence internationale

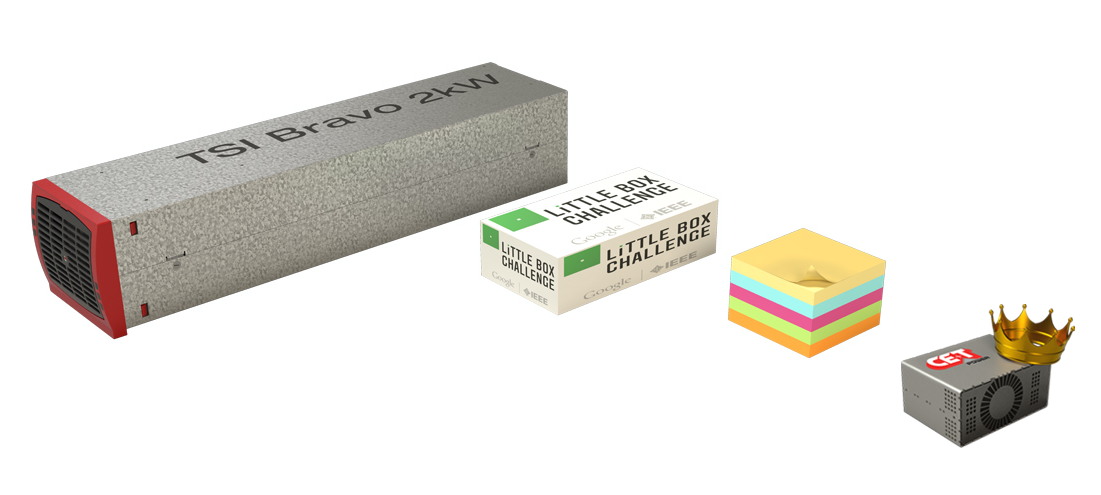

Bien que son siège social soit situé en Belgique, l'entreprise est aussi présente à l'international. Elle s'est implantée un peu partout dans le monde afin de se rapprocher de son marché et de pouvoir bénéficier des atouts d'une organisation mondiale.
Cette implantation s'est faite d'une part au travers de bureaux commerciaux et d'installations plus importantes incluant des capacités de recherche et développement (Belgique, Inde et Luxembourg) et de développement de production (Belgique, USA, Inde et Chine).
D'autre part, grâce à des partenariats à l'international.

### CE+T America
CE+T Power est présent en Amérique du Nord depuis 2007 à travers sa filiale CE+T America. Le groupe s'adresse aux industriels nord-américains actifs dans les télécoms, le transport, la génération et la distribution d'électricité, l'industrie pétrochimique, et les datacenters.
En Amérique du Nord, les produits de CE+T Power sont utilisés
- Au Canada, par Bell Canada, TELUS, Hydro-Québec...
- Aux États-Unis, par Google Fiber, Timer-Warner Cable, AT&T, Verizon, Comcast...
- Au Mexique, par Telmex, Telefonica, Temex...

CE+T Power a également noué un partenariat technologique avec le groupe nord-américain Alpha Technologies, basé à Vancouver, pour l'intégration de ses onduleurs modulaires dans le secteur télécoms.

### CE+T Power India
CE+T Power India possède deux implantations. La première se trouve à Chennai et comprend une unité de production ainsi qu'un département R&D chargé de la partie hardware. La deuxième structure se trouve à Bangalore et est constituée d'un département de Recherches & Développement en matière de software.

### CE+T Power China
CE+T Power China c'est une unité de production pour la fabrication en grande série et la fourniture aux autres entités du groupe. Basée à Suzhou (Chine), elle fournit un support à l'usine de Belgique de même qu'elle assure la commercialisation des produits de CE+T sur le marché local.

## Activités
La gamme complète de convertisseurs de puissance et de systèmes comprend des onduleurs modulaires et autonomes (CC à CA), des UPS (sécurisation des charges CA avec des batteries) et des convertisseurs multidirectionnels (onduleur, redresseur et UPS tout-en-un). Ces solutions peuvent sécuriser les charges CA et CC de quelques kW à MW avec une approche flexible et modulaire pour répondre aux besoins changeants de ses clients.
Ses applications critiques se trouvent par exemple dans des secteurs comme les télécommunications, les transports, les datacentres, l’industrie pétrolifère ou la finance.
La technologie est basée sur les convertisseurs modulaires parallélisables à haut rendement et adaptables. Les secteurs des télécoms, des datacentres et des transports en général sont ses grands clients.
Au niveau belge, l'entreprise compte parmi ses clients : Infrabel, Proximus, Ores, WDC, Aéroport de Charleroi, Tecteo-VOO, Infrax, SKC(Mole).